# Jonquières (Hérault)
Jonquières es una comuna francesa situada en el departamento de Hérault, en la región de Occitania.

## Demografía
| 295 | 316 | 270 | 286 | 299 | 355 | 503 |
| Para los censos de 1962 a 1999 la población legal corresponde a la población sin duplicidades (Fuente: INSEE [Consultar]) |     |     |     |     |     |     |